# Phaonia berolinensis
Phaonia berolinensis är en tvåvingeart som beskrevs av Willi Hennig 1963. Phaonia berolinensis ingår i släktet Phaonia och familjen husflugor. Inga underarter finns listade i Catalogue of Life.